# 수전노

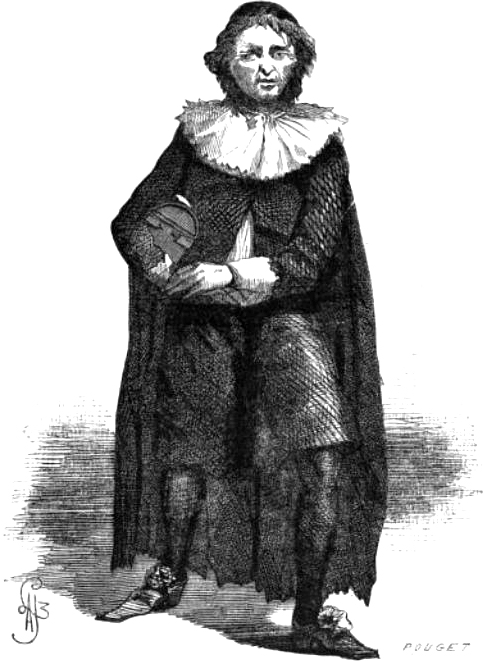

수전노(프랑스어: L'Avare)는 프랑스의 배우이자 극작가, 몰리에르가 쓴 5막의 희곡이다. 1668년 파리시의 Palais Royal에서 초연되었다.

## 등장인물
- 아르파공, 클레앙트의 아버지, 고리대금업자
- 클레앙트, 아르파공의 아들, 마리안느의 연인.
- 엘리즈, 아르파공의 딸.
- 발레르, 앙셀므의 아들, 엘리즈의 연인
- 마리안느, 앙셀므의 딸.
- 앙셀므, 발레르와 마리안느의 아버지
- 메르트 시몽, 중개인.
- 무슈 자크, 아르파공의 요리사이자 마부
- 라 플래슈, 클레앙트의 집사
- Brindavoine와 La Meriuche, 아르파공의 하인들
- 치안 판사와 그의 직원.
- 프로진느, 노파 .
- 클로드, 아르파공의 하녀.

## 줄거리
- 무대:파리, 아르파공의 집

남매의 어머니가 돌아가시고, 남매는 탐욕스러운
아버지와 살게 된다.
아들은 그의 하인에게 자신의 아버지가 탐욕스럽고, 돈만 좋아한다고 폭로했다.
아들은 아버지에게 반항하고, 딸은 아버지에게 순종한다.
그러나, 그는 금 상자를 가지고 가다가
경찰에게 체포되는데…